# Scheckgesetz
Das deutsche Scheckgesetz bestimmt, unter welchen Voraussetzungen eine Urkunde als Scheck gilt und welche Rechtsfolgen damit verbunden sind. Es ist damit die rechtliche Grundlage für den so genannten Scheckverkehr (eine Unterart des unbaren Zahlungsverkehrs).
Die Fassung vom 14. August 1933 (RGBl. I S. 597)  ist die wortlauttreue Umsetzung des 1931 in Genf geschlossenen Scheckrechtsabkommens, dem die meisten europäischen Staaten (einschl. UdSSR), die Staaten Südamerikas und Japan, nicht aber die Länder des damaligen britischen Commonwealth und die USA, beigetreten sind.
Das begleitende Einführungsgesetz zum Scheckgesetz vom 14. August 1933 (RGBl. I S. 605) ist mittlerweile aufgehoben worden.